# Dimitris Ioannidis
Dimitris Ioannidis (Atenas, 13 de março de 1923 – Atenas, 16 de agosto de 2010) foi um militar grego, membro da Ditadura dos coronéis. Responsável pela destituição de George Papadopoulos, combateu com força bruta a rebelião na Universidade Politécnica de Atenas, em 1973.